# Symphonie no 1 de Still
Afro-American Symphony
Pour les articles homonymes, voir Symphonie no 1 et Afro-Américains.
The Afro-American Symphony est la première symphonie composée par William Grant Still en 1930.

## Histoire
Le compositeur américain compose sa première symphonie en 1930. Cette œuvre est très influencée par la musique blues. Après avoir terminé sa partition, il a placé des extraits de poèmes de Paul Laurence Dunbar devant chaque mouvement pour en éclairer l'état d'esprit.
Elle est jouée pour la première fois en 1931, par l'orchestre symphonique de Rochester (NY) sous la direction de Howard Hanson.

## Mouvements
1. Longing (Moderato assai)
2. Sorrow (Adagio)
3. Humor (Animato)
4. Aspiration (Lento, con risoluzione)